# Morderstwo (film 1930)
Morderstwo (ang. Murder!) – brytyjski film kryminalny z 1930 roku, w reżyserii Alfreda Hitchcocka.

## Fabuła
Treść filmu bazuje na powieści i sztuce scenicznej Enter Sir John autorstwa Helen Simpson i Clemence Dane. Młoda aktorka Diana Baring jest podejrzana o dokonanie morderstwa innej aktorki, jej znajomej, i zostaje skazana na śmierć. Jeden z przysięgłych, Sir John Menier, nie wierzy w jej winę. Podejmuje się śledztwa na własną rękę by odnaleźć prawdziwego zabójcę.

## Obsada
- Herbert Marshall jako Sir John Menier
- Norah Baring jako Diana Baring
- Edward Chapman jako Ted Markham
- Phyllis Konstam jako Doucie Markham
- Donald Calthrop jako Ion Stewart
- Joynson Powell jako sędzia
- Esme Percy jako Handel Fane
- Una O’Connor jako mrs. Grogram
- S.J. Warmington jako Bennett
- Miles Mander jako Gordon Druce
- Alfred Hitchcock jako mężczyzna na ulicy